# مطار القنفذة
مطار القنفذة الإقليمي هو مطار إقليمي يقع على بعد 25 كيلو متراً شمال مدينة القنفذة التابعة لـمنطقة مكة المكرمة السعودية، تم وضع حجر الأساس في 27 ربيع الأول 1440 هجرية الموافق لـ 5 ديسمبر 2018 من قبل أمير منطقة مكة المكرمة الأمير خالد الفيصل آل سعود. وفي 27 مارس 2019م تم توقيع عقد مطار القنفذة بقيمة 840 مليون ريال من قبل الهيئة العامة للطيران المدني ممثلة بوزير النقل الدكتور نبيل بن محمد العامودي مع شركة نسما للمقاولات  أثناء زيارة نائب أمير المنطقة الأمير بدر بن سلطان وسيتم افتتاح المطار رسمياً في 2021.
يحتل المطار مساحة 24 مليون متر مربع، تضم بالإضافة إلى مرافق المطار الرئيسية. سيخدم مطار القنفذة نحو 500 ألف مسافر سنوياً ويضم 3 صالات ومدرج وساحة لوقوف 5 طائرات وشبكة طرق وبرج مراقبة إضافة بنية تحتية متكاملة كذلك مواقف للسيارات ومرافق خدمية كما أنه هو سوف يخفف العبء عن مطار جدة الدولي في الرحلات الداخلية وما سيقدم الخدمة لنحو 7 محافظات و50 مركزًا إداريًّا، تتبع ثلاث مناطق ساحلية وجبلية هي منطقة مكة المكرمة، منطقة الباحة ومنطقة عسير، وتشمل تلك المحافظات القنفذة التي يتبع لها 10 مراكز، ومحافظة العرضيات ومراكزها الستة، ومحافظة الليث التي يتبع لها ثمانية مراكز، ومحافظة أضم بأربعة مراكز، وقلوة التابعة للباحة، وبها خمسة مراكز، والجزء الأكبر من مراكز محافظة المخواة التسعة، وكذلك محافظة غامد الزناد التابعة للباحة، وبها خمسة مراكز، وأيضًا مركزا ثربان وجمعة ربيعة التابعة لمنطقة عسير.

## تاريخ إنشاء المطار
وبدأ العمل على إنشاء مطار القنفذة الذي تتنافس على تنفيذه 9 شركات، من عام 2008، أثناء فترة إمارة الأمير خالد الفيصل، والتي كان للقنفذة نصيبٌ منها، فلدى ترؤس الأمير خالد الفيصل اجتماع المجلس المحلى بالقنفذة حرص الأمير على أن تحظي محافظات الشريط الساحلي التابعة للمنطقة بميناء جوي يخدم سكانها.
وفي خطوة عملية لبلورة هذه الفكرة، شكَل الأمير لجنة من الإمارة وأمانة جدة وهيئة الطيران المدني وهيئة الأرصاد وحماية البيئة، لدراسة إمكانية إنشاء مطار في القنفذة يخدم أهالي محافظات المنطقة الواقعة على الشريط الساحلي ويسهم في دفع عجلة التنمية فيها. وبدأت اللجنة أعمالها على الفور، وقامت بدراسة عدة مواقع، فيما تولت هيئة الطيران المدني تحديد الضوابط المناسبة التي تضمن سلامة الحركة الجوية حسب المعايير والأنظمة المتبعة في تنفيذ مشاريع المطارات، وتولت هيئة الأرصاد وحماية البيئة إعداد الدراسات الخاصة بالأحوال المناخية السائدة بالمواقع ومدى تأثيرها على حركة الطيران.
رفعت اللجنة المعنية توصياتها باختيار الموقع إلى أمير منطقة مكة بعد دراسة امتدت إلى 10 أشهر وشملت 6 مواقع في محافظة القنفذة، وجرى تغيير المواقع لاحقًا لأسباب بيئية تؤثر على الملاحة الجوية، حيث تبين تعرض الموقع للعواصف الرميلة، ما دعى إلى دراسة 14 موقعًا آخرين، حتى توصلت اللجنة إلى الموقع الحالي والذي يبعد (25 كيلومتراً) شمال القنفذة.

## معلومات وإحصاءات
تبلغ مساحته 24 كم² وهو يعتبر رابع مطار في منطقة مكة المكرمة بعد مطار الملك عبدالعزيز الدولي بجدة و مطار الطائف الدولي و مطار رابغ. ويبلغ بحجمه أكبر من ثلاث مطارات مجتمعة وهي مطار الملك سعود بالباحة (4.85 كم²) و مطار الملك عبدالله بجازان (بمساحة 4.7 كم²) و مطار أبها الإقليمي (بمساحة 3.54 كم²)، على الرغم أن المطارات المذكورة تستوعب طائرات أكثر مثل: مطار أبها يستوعب 7 طائرات ومطار القنفذة الجديد سوف يستوعب 5 طائرات فقط. يجب أن نذكر أن المطارات المذكورة سابقاً سوف يتم توسعتها وتتحول لمطارات دولية كبيرة لاستقبال رحلات دولية وتلبية للكثافة السكانية للقاطنين من القرب من المطارات سابقاً. ويوجب الذكر أن مطار القنفذة الإقليمي الجديد أصغر بقليل من مطار الأمير محمد بن عبد العزيز الدولي بالمدينة (الذي تبلغ مساحته 27 كم²)  حالياً وسوف يتم توسعته ليستوعب أعداد أكبر من الحجاج والمعتمرين خلال توسعة 2029-2039 الجديدة للمطار.
إحصائيات عن مطار القنفذة الجديد:
- سعة مواقف الطائرات عدد (5).
- كاونترات إجراءات السفر عدد (20).
- كاونترات الجوازات عدد (8).
- بوابات السفر عدد (5). منها بوابة وصول داخلي ومغادرة داخلية وبوابة وصول دولية وبوابة مغادرة دولية والملكية.
- سيور أمتعة القدوم عدد (2).

سوف يشمل مشروع مطار القنفذة تشغيل رحلة دولية، و4 رحلات داخلية . إنشاء مدرج طيران واحد مزود جميع مرافق الملاحة الجوية اللازمة لحركة الطائرات وساحة وقوف تتسع لعدد (5) طائرات في وقت واحد ومزودة بالخدمات الأرضية الحديثة. يشمل المشروع إنشاء مرافق جانب المباني من محطة كهرباء ومحطة المياه وغيرها وإنشاء كامل البنية التحتية لذللك بالإضافة إلى مبنى الإطفاء وبرج المراقبة الجوية. إنشاء شبكة طرق ومدخل للمطار ومواقف للسيارات. كما يضم المطار 20 كاونتراً لإجراءات السفر، وثمانية كاونترات للجوازات، وخمس بوابات للسفر، وسيرين لأمتعة القدوم.